# Forces Especials Poloneses

Soldats polonesos del GROM i comandos SEAL de l'Armada dels Estats Units en un exercici conjunt a Gdańsk (Polònia)

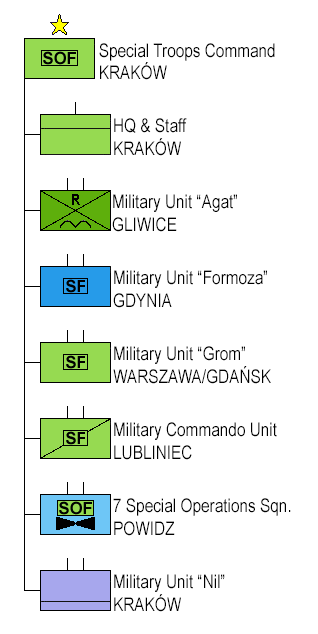
Estructura de les Forces especials poloneses.

Les Forces Especials Poloneses (en polonès, Wojska Specjalne) - són les forces especials de les Forces Armades de Polònia. La seva base principal es troba a Cracovia. Aquestes unitats, tenen una estructura separada de les forces de l'Exèrcit, l'armada i la Força Aèria. Disposen de 5 unitats de comandos (inclosos el GROM i 1.er Regiment de Comandos). Tenen prop de 2.700 homes. Les Forces Especials de la República de Polònia ha estat desplegades com a reforç en algunes operacions de l'OTAN.

## Objectius de les unitats de les forces especials poloneses
Els objectius militars de les forces especials poloneses són:
- Assegurar la independència i la sobirania de la República de Polònia.
- Donar suport militar a les forces de terra de l'Exèrcit polonès, l'Armada polonesa i Força Aèria Polonesa per defensar la República de Polònia, juntament amb les nacions aliades de l'OTAN.
- La defensa i la protecció de tots els ciutadans de la República de Polònia.
- El reconeixement militar del camp de batalla.
- L'entrenament i el desenvolupament de les seves unitats militars i de la seguretat nacional polonesa.
- Les accions ofensives i defensives.
- La preparació del camp de batalla.
- Lluitar contra la insurgència sense perdre el suport de la població.
- Portar a terme operacions antiterroristes.
- Interrupció de les rutes de subministrament de l'enemic en el camp de batalla.